# 1940 en Grèce
Chronologie de la Grèce
- 1936
- 1937
- 1938
- 1939
- 1940
- 1941
- 1942
- 1943
- 1944

Cette page concerne les évènements survenus en 1940 en Grèce  :

## Évènement
- Régime du 4-Août (1936-1941)
- 19 juillet : Bataille du cap Spada
- 16 octobre : Recensement de la Grèce
- 28 octobre : 
  - Jour du Non, rejet de l'ultimatum italien par le dictateur grec Ioánnis Metaxás.
  - début de la guerre italo-grecque.
- 28 octobre-13 novembre : Bataille de Pindus (en)
- 2-8 novembre : Bataille de Elaia–Kalamas (en)
- décembre : Bataille de Himarë (en)
- 14-23 novembre : Bataille de Morava–Ivan (en)

## Création
- novembre : Régiment du Dodécanèse (en)
- Aéroport de Kastélli (en)
- Lycée Anávryta

## Sport
- Coupe de Grèce de football (1939-1940) (en)
- Coupe de Grèce de football (1940-1941) (en)

## Naissance
- 2 juin : Constantin II (roi des Hellènes)
- Jo Akepsimas, chanteur et compositeur
- Kóstas Aristópoulos, réalisateur de cinéma et de télévision.
- Katerína Gógou, poétesse, autrice et actrice
- Fótis Kafátos, biologiste.
- Andréas Kanellópoulos (el), industriel.
- Marína Karélla, sculptrice, aquarelliste, illustratrice et scénographe.
- Sophía Vári, peintre et sculptrice.
- Pantelís Voúlgaris, réalisateur, représentant du Nouveau Cinéma grec.

## Décès
- 15 janvier : Kallirrói Parrén, journaliste, féministe et écrivaine.
- 21 janvier : Christophe de Grèce, aristocrate, membre de la famille royale hellène.
- Marie de Grèce, dessinatrice, mémorialiste, membre de la famille royale de Grèce.
- Aléxandros Diákos, militaire et premier officier grec tué sur le front gréco-albanais, durant la Seconde Guerre mondiale,
- Wilhelm Dörpfeld, architecte allemand.
- Spyrídon Loúis, premier champion olympique du marathon.
- Zacharias Papantoniou, écrivain, poète, romancier, journaliste, critique d'art et académicien.
- Kallirrói Parrén, journaliste, féministe et écrivaine.